# Missing You (chanson des Black Eyed Peas)
Pour les articles homonymes, voir Missing You.
Singles de The Black Eyed Peas
Rock That Body
(2010) The Time (Dirty Bit)
(2010)
Missing You est une chanson du groupe américain de hip-hop The Black Eyed Peas de leur cinquième album studio The END. La chanson est sortie comme un single promotionnel en France et en Australie et envoyée aux radios françaises le 23 avril 2010.

## Clip
La vidéo a été prise en live du The END World Tour à Los Angeles, Californie et est sorti le 18 juin 2010, comme la vidéo officielle pour le single en France et au Brésil.

## Classements
| Chart (2010)                 | Meilleure position |
| ---------------------------- | ------------------ |
| Belgian Tip Chart (Wallonie) | 22                 |
| French Airplay Chart         | 8                  |
| French Digital Chart         | 21                 |

## Historique des sorties
| Pays      | Date         | Format                 |
| --------- | ------------ | ---------------------- |
| France    | 7 juin 2010  | Téléchargement digital |
| Australie | 13 juin 2010 | Téléchargement digital |